# The Greatest Love of All
Pour l’article homonyme, voir The Greatest Love of All (film, 1924).
Singles de George Benson
Gonna Love You More
(1977) On Broadway
(1978)
The Greatest Love of All est une chanson composée par Michael Masser, sur des paroles de Linda Creed et enregistrée initialement par George Benson, qui a fait de la chanson un succès important, atteignant la deuxième place du classement américain Hot Soul Singles cette année-là, devenant ainsi le premier single du label Arista Records à figurer dans le top 10 du classement soul. La chanson est utilisée comme thème principal pour le film Le Plus Grand, retraçant la vie du boxeur Muhammad Ali et elle est jouée pendant le générique d'ouverture.
Elle a été enregistrée quatre fois par George Benson ; en plus du single studio, Benson a également enregistré trois versions live, la dernière fois en duo avec Luciano Pavarotti en 2001. Depuis 1977, un grand nombre d'artistes ont enregistré cette chanson, notamment Shirley Bassey, Oleta Adams, Alexandra Burke, Deborah Cox, Ferrante & Teicher et Kevin Rowland.
Huit ans après l'enregistrement de Benson, la chanson est reprise par l'artiste américaine Whitney Houston, dans une version encore plus connue, avec le titre légèrement modifié Greatest Love of All et issue de son premier album, Whitney Houston et sortie en single le 14 mars 1986 sous le label Arista Records. Sa reprise a finalement atteint la première place des hit-parades aux États-Unis, en Australie et au Canada.

## Contexte
La musique de The Greatest Love of All est composée par Michael Masser et les paroles sont écrites par Linda Creed, en 1976 pour le film Le Plus Grand (The Greatest), un film biographique sur la vie du boxeur américain Mohamed Ali, qui est notamment surnommé « The Greatest ».
Le chanteur George Benson enregistre The Greatest Love of All pour la bande originale de Le Plus Grand en 1977. La chanson est sortie en single la même année et connaît un succès important aux États-Unis, atteignant la deuxième place du Hot Soul Singles, la première chanson d'Arista Records à figurer dans ce classement, et terminant l'année à la 33e position. Le single a également atteint la troisième place du Cash Box Top 100 R&B et la quatrième place du Record World. Il a également atteint la 27e place et la 25e place au Canada. The Greatest Love of All faisant partie des plus grands succès de George Benson, il a été inclus dans deux de ses compilations, The Greatest Hits of All (en) et The Very Best of George Benson: The Greatest Hits of All.

## Classements
| Classement (1977)                     | Meilleure position |
| ------------------------------------- | ------------------ |
| Australie (Kent Music Report)         | 94                 |
| Canada (Top Singles)                  | 25                 |
| Canada (Adult Contemporary Tracks)    | 42                 |
| États-Unis (Hot 100)                  | 24                 |
| États-Unis (Hot Soul Singles)         | 2                  |
| États-Unis (Easy Listening)           | 22                 |
| États-Unis (Cash Box Top 100)         | 29                 |
| États-Unis (Cash Box Top 100 R&B)     | 3                  |
| États-Unis (Record World)             | 27                 |
| États-Unis (Record World R&B Singles) | 4                  |
| Royaume-Uni (UK Singles Chart)        | 27                 |

| Classement (1977)                     | Position |
| ------------------------------------- | -------- |
| Canada (Top Singles)                  | 173      |
| États-Unis (Hot 100)                  | 153      |
| États-Unis (Hot Soul Singles)         | 33       |
| États-Unis (Cash Box Top R&B Singles) | 41       |
| États-Unis (Record World R&B Singles) | 10       |

## Version de Whitney Houston
Singles de Whitney Houston
How Will I Know
(1985) I Wanna Dance with Somebody (Who Loves Me)
(1987)
Pistes de Whitney Houston
Take Good Care of My Heart
(8) Hold Me
(10)
La chanson est popularisée davantage par la chanteuse américaine Whitney Houston sous le titre Greatest Love of All, sans l'article défini « The ». Elle est enregistrée en décembre 1984 pour son premier album studio éponyme de 1985.
La chanson rencontre un grand succès, arrivant en tête des hit-parades en Australie, au Canada et aux États-Unis, et atteignant le top 20 dans divers pays, y compris l'Italie, la Nouvelle-Zélande, les Pays-Bas, le Royaume-Uni et la Suède. Il s'agit de son troisième plus grand succès aux États-Unis, après I Will Always Love You et I Wanna Dance with Somebody (Who Loves Me). Les trois chansons, dans l'ordre de leur popularité, sont revenues dans le classement Billboard Hot 100 après la mort de Houston en 2012, débutant la même semaine aux positions 7, 35 et 41, respectivement, donnant à Houston trois succès posthumes dans le classement.
Clive Davis, fondateur du label de Houston, Arista Records, était initialement opposé à ce que Houston enregistre la chanson pour son premier album studio, mais il a fini par céder après avoir été convaincu par Whitney Houston et Michael Masser. La chanson est d'abord sortie en face B du single You Give Good Love de février 1985, avant de sortir en tant que single à part entière le 18 mars 1986. Greatest Love of All a ensuite passé trois semaines en tête du Billboard Hot 100 en mai de la même année.
Sa prestation en public en 1990 lors du concert du 15e anniversaire d'Arista Records au Radio City Music Hall, à New York a été incluse dans l'édition deluxe du 25e anniversaire de l'album Whitney Houston ainsi que dans les éditions CD et DVD de Whitney Houston Live: Her Greatest Performances sorties en 2014.

### Contexte
L'auteur de la chanson Michael Masser explique comment il a entamé sa collaboration avec Whitney Houston : 

« Lorsque j'ai rencontré Whitney pour la première fois en 1981-1982, elle avait 19 ou 20 ans et était inconnue. Je suis entré au Sweetwater's, et j'ai pensé que je devais être complètement à côté de la plaque - je me suis dit : "Je dois devenir fou, je crois que j'entends une de mes chansons". Elle chantait The Greatest Love of All juste au moment où je suis entré, et cela signifiait quelque chose pour moi. Deux ans et demi plus tard, lorsque j'ai travaillé avec Teddy Pendergrass, il y avait un duo (Hold Me) et tout le monde voulait que j'utilise telle ou telle personne connue. C'est seulement parce que j'avais entendu Whitney chanter The Greatest Love of All que je l'ai choisie. »

### Accueil critique
De nombreux critiques ont qualifié la chanson de pièce maîtresse de l'album Whitney Houston,. Stephen Holden du New York Times écrit que « Houston la chante avec une force directe qui donne à son message d'estime de soi une résonance et une conviction stupéfiantes » et a qualifié la chanson « d'affirmation convaincante de dévotion spirituelle, de fierté noire et de loyauté familiale », tout à la fois. Don Shewey du Rolling Stone a écrit « qu'au fur et à mesure que la chanson se construit, Houston verse lentement sur l'âme, glisse dans un phrasé religieux, tient les notes un peu plus longtemps et révèle sa voix glorieuse ».

### Accueil commercial
La version de Houston est restée à la première place du Billboard Hot 100 pendant trois semaines en 1986. Ce single est le quatrième succès ainsi que le troisième numéro un de son premier album. À ce jour, cette chanson est la deuxième à être restée le plus longtemps au sommet de ce classement, derrière I Will Always Love You en 1992. La chanson a également atteint la première place des classements Hot 100 Singles Sales et Hot 100 Airplay, son deuxième single consécutif à faire cela, et est restée 14 semaines au sein du top 40. Dans les autres classements du Billboard, la chanson atteint notamment la troisième place du classement R&B. La chanson est restée en tête du classement adult contemporary pendant cinq semaines, le plus long passage d'une chanson de Houston en tête de ce classement à l'époque. La chanson s'est classée à la 11e place du classement de fin d'année du Billboard Hot 100.
Après sa mort en 2014, le single s'est de nouveau classé au Billboard Hot 100, atteignant la 41e place.

### Récompenses
La version de Whitney Houston a remporté l'American Music Award du meilleur single vidéo soul/R&B, et a été nommée pour le Grammy Award de l'enregistrement de l'année et le Soul Train Music Award du single de l'année,,.

### Liste des titres
| A. | Greatest Love of All | 4:51 |
| B. | Thinking About You   | 4:06 |

| A.  | Greatest Love of All | 4:51 |
| B1. | Someone for Me       | 7:22 |
| B2. | Thinking About You   | 4:06 |

| A.  | Greatest Love of All                 | 4:49 |
| B1. | Thinking About You                   | 4:03 |
| B2. | Shock Me (duo avec Jermaine Jackson) | 5:05 |

### Classements et certifications

#### Classements
| Classement (1986–87)                   | Meilleure position |
| -------------------------------------- | ------------------ |
| Allemagne de l'Ouest (Media Control)   | 30                 |
| Australie (Kent Music Report)          | 1                  |
| Autriche (Ö3 Austria Top 40)           | 25                 |
| Belgique (Flandre Ultratop 50 Singles) | 31                 |
| Canada (Top Singles)                   | 1                  |
| Canada (Adult Contemporary Tracks)     | 1                  |
| États-Unis (Hot 100)                   | 1                  |
| États-Unis (Hot Black Singles)         | 3                  |
| États-Unis (Adult Contemporary)        | 1                  |
| Europe (European Hot 100 Singles)      | 11                 |
| Finlande (Suomen virallinen lista)     | 16                 |
| Irlande (IRMA)                         | 4                  |
| Islande (RÚV)                          | 4                  |
| Nouvelle-Zélande (RMNZ)                | 12                 |
| Pays-Bas (Nederlandse Top 40)          | 17                 |
| Pays-Bas (Nationale Hitparade)         | 24                 |
| Royaume-Uni (UK Singles Chart)         | 8                  |
| Suède (Sverigetopplistan)              | 14                 |
| Suisse (Schweizer Hitparade)           | 20                 |

| Classement (1986)               | Position |
| ------------------------------- | -------- |
| Australie (Kent Music Report)   | 27       |
| Canada (Top Singles)            | 20       |
| États-Unis (Hot 100)            | 11       |
| États-Unis (Adult Contemporary) | 7        |
| États-Unis (Hot Black Singles)  | 46       |
| Royaume-Uni (UK Singles Chart)  | 96       |

| Pays                                     | Certification | Ventes/Streams |
| ---------------------------------------- | ------------- | -------------- |
| Canada (MC)                              | Platine       | 80 000‡        |
| États-Unis (RIAA)                        | 2 × Platine   | 200 000‡       |
| Royaume-Uni (BPI)                        | Or            | 400 000‡       |
| ‡ventes/streaming selon la certification |               |                |